# エフェドリン
エフェドリン（英: ephedrine）は、充血除去薬（特に気管支拡張剤）、または局所麻酔時の低血圧に対処するために使われる交感神経興奮剤で、漢方医学で生薬として用いられる裸子植物のマオウ（麻黄）Ephedra sinica に由来するアルカロイドである。甘味剤の1種である。アドレナリン受容体作動薬の一種であり、注射薬は全身麻酔や脊髄くも膜下麻酔時の低血圧に頻用されている。
1885年（明治18年）、長井長義がマオウから単離抽出した。マオウは、主要な有効成分としてエフェドリンを含んでいる。マオウ類の他種においても同様にこの成分を含む。
塩酸エフェドリンは、交感神経興奮効果を利用した様々な用途に使われている。現在では、主に感冒薬（風邪薬）、鎮咳薬を中心として、薬効をよりマイルドにした誘導体である dl-塩酸メチルエフェドリンが、気管支拡張剤として使用されている。日本国内においては医薬品としてヱフェドリン「ナガヰ」錠 25 mg、アストフィリン配合錠などが販売されている（注射剤のみが処方箋医薬品である）。乱用の危険性があり、含有する一般医薬品は1箱に制限されている。
ソーマと呼ばれるヴェーダやゾロアスター教の祭祀用飲料は、古代において原型となったものはマオウ由来ではないかと考証されており、主要成分としてエフェドリンを含んでいた可能性が高い。

## 化学的性質

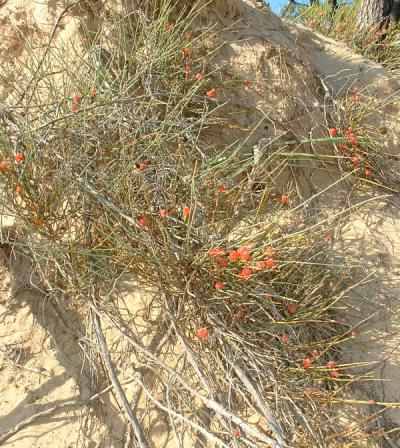
マオウの一種 Ephedra distachya

エフェドリンは光学活性を示し、2つの不斉炭素を持つ。慣例により、それらの不斉炭素上の立体配置が逆である鏡像異性体をエフェドリン、同じであるものをプソイドエフェドリン（偽エフェドリン、シュードエフェドリン）と呼んでいる。すなわち、(1R,2R)- および (1S,2S)- エナンチオマーはプソイドエフェドリン、(1R,2S)- および (1S,2R)- エナンチオマーはエフェドリンである。
市場に出荷されるエフェドリンは異性体 (−)-(1R,2S)-エフェドリンである。
他のフェニルエチルアミン類と同様、エフェドリンはメタンフェタミンと化学的にいくぶん類似している。しかし、メタンフェタミンはより強力で、さらなる生物学的薬効を持つ。
エフェドリンの別名には (αR)-α-[(1S)-1-(メチルアミノ)エチル]ベンゼンメタノール、α-[1-(メチルアミノ)エチル]ベンジルアルコール、L-エリスロ-2-(メチルアミノ)-1-フェニルプロパン-1-オールがある。塩酸エフェドリン (C10H15NO・HCl) としては、分子量 201.69、融点 218–222 °Cである。メチル化された誘導体、塩酸メチルエフェドリンの融点は 187–188 °Cである。

## 作用機序
エフェドリンは交感神経刺激アミンである。おもに、交感神経系(SNS)の一部のアドレナリン受容体に間接的な影響を及ぼす。アゴニストとしてα-およびβ-アドレナリン受容体の活動を増強する間、主としてシナプス前細胞においてノルアドレナリンをシナプス小胞から移動させる。移動させられたノルアドレナリンは、自由にシナプス後細胞の受容体と結合する。短期間に反復投与するとタキフィラキシーが認められる。

## 適応
| 適応                                                                  |
| --------------------------------------------------------------------- |
| - 下記疾患に伴う咳嗽 - 気管支喘息 - 慢性気管支炎 - 鼻粘膜の充血・腫脹 |
| 娯楽的使用                                                            |
| - 興奮剤として - 欲求不満の解消                                       |
| 違法使用                                                              |
| - メタンフェタミン合成用として - メトカチノン合成用として             |
| 併用禁忌                                                              |
| - カテコールアミン系薬剤 - MAO阻害剤                                  |
| 使用注意                                                              |
| - 高血圧症、血液凝固症                                                |
| 副作用 （基本的に、I-塩酸エフェドリンとして）                         |
| 重大な副作用                                                          |
| - 重篤な血清カリウム値の低下 - 過度な使用による不整脈、心停止のおそれ |
| 循環器                                                                |
| - 心悸亢進 - 血圧上昇                                                 |
| 消化器                                                                |
| - 悪心・嘔吐 - 食欲不振                                               |
| 精神神経系                                                            |
| - 頭痛・頭重 - 振戦 - 不眠症 - めまい - 発汗 - 神経過敏 - 脱力感      |
| 泌尿器                                                                |
| - 排尿困難                                                            |
| 過敏症                                                                |
| - 発疹                                                                |
| 長期連用                                                              |
| - 不安、幻覚、妄想を伴う精神症状                                      |
| その他                                                                |
| - 口渇                                                                |

伝統的な漢方薬治療においては、何世紀もの間エフェドリンが気管支喘息と気管支炎に使われてきた。
西洋医学においてエフェドリンは、以前は局所の鬱血除去剤、および気管支喘息治療のための気管支拡張剤として幅広く使われてきた。この薬の入手性が困難となり、副作用の徴候が判明し、さらに他の薬が選択肢として登場した後も、この薬はそれらの治療のために使われ続けている。
鼻づまりへの適応は、より強力なα-アドレナリン受容体作動薬（例えばオキシメタゾリン、商品名ナシビン）に交替された。同様に、喘息への適応はβ2-アドレナリン受容体作動薬（例えばサルブタモール、商品名 サルタノール インヘラーなど）にほぼ交替された。

### アメリカにおける適用状況
エフェドリンは、脊髄くも膜下麻酔・硬膜外麻酔の低血圧に対処するために使われ続けている。同様に、他の低血圧状態でも使われ、抗アドレナリン作用薬、またはその他の低血圧時の治療に使われる。また、ナルコレプシーと夜尿症にも適用される。
熱発生を起こす燃焼性の減量薬ECAスタックは、エフェドリン (Ephedrine)、カフェイン (Caffeine)、アスピリン (Aspirin) からなり、食物エネルギーを素早く燃焼させる働きをする。ECAスタック（市販薬には、大部分にアスピリンが含まれていない）は、エネルギーの燃焼効率と機敏さを上げるために、ボディビルダーによって使用されてきたが、心臓発作や脳卒中、さらには死亡が問題となり、現在では北米で規制対象となっている。

## 安全問題

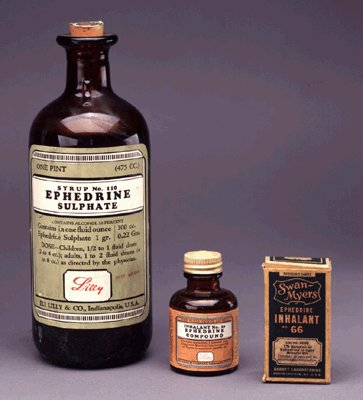
エフェドリン（1932年に発売されたもの）

エフェドリンは、「エフェドラ」に代表されるダイエット薬にも含まれていた。（絶大的なダイエット効果のデータを誇り、「ハリウッド女優に人気」と謳われていた頃のエフェドラは「エフェドリン含有」の輸入合法ドラッグであったが、現在のドラッグストア販売品は「エフェドラフリー」、つまりエフェドラを含まない安全バージョンである。心臓トラブルや薬物症状の危険性はゼロになったが、効果も普通のサプリメント程度になってしまった）
エフェドラを含め、いくつかの痩身補助薬（ダイエット補助薬）は、厚生労働省やアメリカ食品医薬品局 (FDA) などの勧告により、いくつかの国家で販売が禁止された。エフェドリンとその他の薬を併用した場合の重大な副作用には、高血圧・脳卒中・心筋梗塞を引き起こす危険性がある。
2003年2月にアメリカのMLBの現役投手だったスティーブ・ベックラーが（チームドクターのアドバイスを無視して）ダイエットサプリメントとしてエフェドラを服用した結果、熱射病で死去した。この当時IOCやアメリカのスポーツ団体であるNFLやNCAAではエフェドラが禁止薬物に指定されていたがMLBでは指定されていなかった。
このベックラーの一件でMLBはエフェドリンを禁止薬物に指定した。更に現役のアスリートによる死亡事故を受けて合衆国議会はエフェドラの販売の禁止に消極的だったアメリカ食品医薬品局に対してエフェドラの米国内での販売の禁止を勧告し、同年12月に販売が禁止された。
しかし、エフェドリンはOTC薬の成分の一つでもある。しかし実際にはそれらの多くは、エフェドリンまたは塩酸エフェドリンそのままではなくて、薬効がよりマイルドで、かつ覚醒剤の密造に転換されにくい成分に変えた誘導体（dl-塩酸メチルエフェドリン）を配合している。

## 娯楽的使用とドーピング
逸話的な話として、エフェドリンはカフェインよりも勉強の効率を高めるということが示唆された。一部の大学生とホワイトカラーは、この効果を期待し、また一部のプロスポーツ選手や重量挙げ選手と同様に、エフェドリン（または麻黄を含むハーブ補助食品）を使った。
ドーピング検査が大会前に実施されることからも分かるとおり、スポーツ選手が練習中に薬物を使用することがしばしば見られる。そういった用途へのエフェドリンの薬物乱用は、精神依存や、選手の熱中症による死亡、繰り返し報告される重量挙げ選手の大動脈瘤による死亡と共に問題となっている。
アメリカ合衆国の水泳選手・リック・デモントは、1972年のミュンヘンオリンピック400メートル自由形で金メダルを獲得したが、ドーピング検査でエフェドリンが検出され、メダルを剥奪された。デモントのチームドクターらは「デモントは幼少期から喘息を患っており、その対処にエフェドリンは必須」と訴えたが、IOCは例外を認めなかった。
日本の柔道選手、田知本遥・緒方亜香里は、2015年2月のドイツでの柔道グランプリ大会を、アンチ・ドーピング規則に抵触する恐れがあるとして欠場した。日本から持ち込み服用した風邪薬に、メチルエフェドリンが含まれていたためである。
エフェドリン、プソイドエフェドリン、メチルエフェドリンは、いずれも世界アンチ・ドーピング機関の禁止表に掲載されている、禁止薬物（競技会（時）に禁止される物質、尿中濃度で定義）である。

## 覚せい剤原料
エフェドリンはアンフェタミンに類似した化学構造を持つフェニルエチルアミンである。違法ドラッグ製造者がメタンフェタミン（覚せい剤の一種）を生成する際には、エフェドリンを前駆物質として使用する。メトカチノンも同様に、エフェドリンかプソイドエフェドリンから作り出すことができる。
含有量が10%を超えて配合されたエフェドリン、プソイドエフェドリン、メチルエフェドリンは、いずれも覚せい剤取締法の対象である（覚せい剤原料）。

## 規制
2014年6月より、薬事法の改正によって、「乱用の恐れのある医薬品の成分」として、エフェドリン、プソイドエフェドリンを含有する一般薬の販売は、原則として1人1箱に制限されている。